# 核工业711功勋铀矿旧址
核工业711功勋铀矿旧址，位于湖南省郴州市苏仙区许家洞镇金银寨，是中国最早发现和勘探的大型铀矿山。2019年10月由中华人民共和国国务院公布的第八批全国重点文物保护单位。

## 历史
1955年在长沙市组建中南地质309队，负责湖南、湖北、广东、广西及河南五省的找矿工作。1956年5月航空放射性伽玛测量显示“放射性伽玛铀”异常带。。1957年10月，中南矿业公司筹建411矿。1957年10月30日，周恩来批准411-1工程为第二个五年计划全国重点建设项目。1958年更名为湖南二矿。矿部与生活区选在许家洞火车站西侧（现华湘社区），占地约300亩。1961年第一期工程竣工。1963年正式投产。1964年更名为711矿。由于井下温度高，掘金矿工“赤身裸体，前面两个人打风钻，后面一个人用水管淋浇，地层里是50多度的温泉，不浇冷水，人受不了”。1980年开始，矿区停止招工（可以顶职）。施行“保军转民”，开办钎具场和建材厂等。1994年资源枯竭停止开采。1998年，711矿建矿40周年，二机部部长刘杰题写“中国核工业第一功勋铀矿”。2004年关闭破产。2015年，华湘化工厂宣布破产，年底华湘社区的管理权将移交地方政府。2018年6月，被国务院国资委授予“中央企业工业文化遗产（核工业）”。2019年12月17日，郴州市举办核工业七一一功勋铀矿“核地矿光荣传统教育基地”和“郴州市爱国主义教育基地”揭牌。